# Хаймбах, Лотар
Лотар Антон Даниель Хаймбах (нем. Lothar Anton Daniel Heimbach; 25 сентября 1908, Хоффнунгштхаль, Рёсрат, Германская империя — 8 декабря 1968, Хоффнунгштхаль, Рёсрат, ФРГ) — гауптштурмфюрер СС, начальник гестапо в Белостоке.

## Биография
Лотар Хаймбах родился 25 сентября 1908 года в семье заместителя бургомистра. Посещал начальную школу сначала в родном городе, потом гимназию в Кёльне, где в 1927 году сдал экзамены на аттестат зрелости. 1 апреля 1927 года по собственному заявлению был принят в полицейскую школу в Бонне. 1 марта 1932 года был принят в уголовную полицию в качестве кандидата на должность комиссара. С 1934 по 1935 года служил в уголовной полиции в Вуппертале. После успешной сдачи экзамена 15 марта 1935 года стал комиссаром уголовной полиции. Вскоре после этого был переведён в отделение гестапо в Дортмунде.
1 мая 1937 года вступил в НСДАП (билет № 5639833). В ноябре 1938 года во время аннексии Судетской области был откомандирован в айнзацкоманду в Карлсбад. В 1938 году был зачислен в ряды СС (№ 353607). В ноябре 1941 года был отправлен в зондеркоманду 10a на Юг России. Это подразделение «зачищало» в районе Таганрога и Ростова местное еврейское население и Хаймбах непосредственно участвовал в массовых казнях в Краснодаре. В сентябре 1942 года заболел сыпным тифом и вернулся в Дортмунд. В середине января 1943 года был отправлен в ведомство командира полиции безопасности и СД (KdS) в Белостоке, где до 1944 года возглавлял отделение гестапо. Хаймбах участвовал в уничтожении гетто в Белостоке. 
В начале 1944 года против него было начато судебное разбирательство. Его обвиняли в неподобающем для офицера СС поведении во время вечеров в казино и чрезмерном употреблении алкоголя. 28 сентября 1944 года суд СС приговорил его к 10 месяцев заключения в тюрьме, но исполнение приговора было отменено. Впоследствии стал заместителем начальника айнзацкоманды 13, входящей в состав айнзацгруппы H в Словакии. С конца октября 1944 года был начальником опорного пункта в Бановце-над-Бебравоу и в декабре 1944 года возглавил айнзацкоманду 13. 
По окончании войны бежал на Запад, был захвачен американскими войсками в плен и  интернирован в Людвигсбурге. В 1947 году вернулся в Хоффнунгштхаль, где изначально занимался коммерческой деятельностью. 1 июля 1956 года стал секретарём уголовной полиции в Кёльне. С 1957 года руководил отделом, занимающимся кражами. 22 сентября 1960 года был арестован и помещён в следственный изолятор. 14 апреля 1967 года земельный суд Билефельда приговорил Хаймбаха за пособничество в убийстве в 21 000 случаях к 9 годам каторжной тюрьмы. Он был признан виновным в отправке евреев в концлагеря Освенцим, Треблинку и Майданек, а также в участии в расстрелах. Предварительное заключение было зачтено и ему пришлось отбывать лишь малую часть наказания. Умер в декабре 1968 года.